# طه كينتش
طه كينتش (بالتركية: Taha Genç )‏، المشهور بـ طه التركي، ولد بمدينة إسطنبول وعاش صباه بالمدينة المنورة، عمل مستشارا لرئيس الوزراء حينها رجب طيب أردوغان (لمدة 8 سنوات) وفي الوقت الحالي يشغل منصب مستشار رئيس الوزراء بن علي يلدرم لشؤون الدول العربية. تعود اصوله إلى محافظة دنيزلي.

## نشأته
ولد طه بمدينة إسطنبول (عام 1979) م في اسرة متدينة، ثم انتقل مع عائلته إلى المدينة المنورة وأدخله والده مدرسة السقاف الابتدائية بحي السحمان في المدينة ثم اكمل مرحلته المتوسطة بمدرسة عبد الله بن عباس ثم عاد مرة أخرى إلى إسطنبول وأكمل دراسته الثانوية بمدرسة الأئمة والخطباء.

## دراساته العليا
اكمل مسيرته الجامعية في مدينة إزمير التركية بجامعة دوكوز ايلول (بالتركية Dokuz eylul) ثم رجع إلى إسطنبول مرة أخرى وحصل على الماجستير من جامعة إسطنبول.

## بداية دخوله للمجال الاستشاري
بدء طه بالمجال الاستشاري منذ صغره حيث كان يطمح ان يقدم العطاء لوطنه ويحقق أحلامه

## حنينه للمدينة المنورة
يرتبط الكثير من الأتراك بعلاقة مميزة مع المملكة العربية السعودية فمنهم من عمل فيها لسنوات طويلة ومنهم من يشده الحنين إلى الأماكن المقدسة التي تحتضنها المملكة والتي يحتفظ الأتراك لها بمكانة خاصة في قلوبهم ويحمل طه الكثير من الذكريات الجميلة ولا زالت معلقة بمخيلته حتى بات يتقن اللغة العربية واللهجة السعودية خاصة كأحد أبنائها
طه كينتش معروف على تويتر بـ(طه التركي) حيث يغرد بالعربية وعند كل حدث هام وله صداقات كثيرة مع أبناء المملكة العربية السعودية  ومن أصدقائه السعوديين الذين شكك كثيرا منهم بتركيته ما اضطره ان يضع مقطع فيديو قصير على اليوتيوب تحدث فيه وخلفة قناة البوسفور عن فترة صباه في المدينة وذكر على سبيل النكتة انه ما زال يبحث عن شخص ( فقشه في رأسه ) تعني باللهجة السعودية تسبب بكسر في رأسه حين كان يدرس في مدرسة السقاف بالمدينة واللافت ان هذا الفيديو قد حظي بأكثر من مليون مشاهدة بعد ساعات قليلة على نشره